# یوپولو جونکاکشو
یوپولو جونکاکشو (به ایتالیایی: Joppolo Giancaxio) یک کومونه در ایتالیا است که در استان آگریجنتو واقع شده‌است.

## خصوصیات
یوپولو جونکاکشو ۱۹٫۱ کیلومترمربع مساحت و ۱٬۲۴۰ نفر جمعیت دارد و ۲۷۵ متر بالاتر از سطح دریا واقع شده‌است.